# 钙锰橄榄石
錳菱橄欖石（英語：Glaucochroite）是一種錳鈣矽酸鹽礦物，分子式為 CaMnSiO4。 它通常產於變質石灰岩中。
它於 1899 年在新澤西州蘇塞克斯縣的富蘭克林弗納斯首次被發現。

### 晶体形态
晶体常呈长柱状，粒径可至1cm，可呈单体或柱状集合体，单形可见{100}，{010}，{110}，{120}，{103}，{021}、{111}和{121}；细粒至粗粒块状；双晶：可见接触双晶与穿插双晶，少见三连晶，单体间呈60°交角，也可沿{011}双晶面。

### 成因产状
产于美国新泽西弗兰克林变质层状锌矿中，和硅氯钙铅矿，硅锌矿，石榴石，斧石，锌黄长石，锰橄榄石，锌铁尖晶石成组合；也产于辉绿岩与大理岩接触带的矽卡岩中(俄罗斯）；产于含钙碳酸盐中，锰矿在一起。
其伴生矿物包括:[[氯硅钙铅矿、硅锌矿、钙铁榴石、锰橄榄石、透辉石、方解石、红锌矿 .